# Tel Aviv-Jaffa
Tel Aviv-Jaffa (hebräisch תֵּל אָבִיב-יָפוֹ Tel Avīv-Jafō, Tel Aviv bedeutet Frühlingshügel; arabisch تَلّ أَبِيب – يَافَا Tall Abīb Yāfā), meist nur Tel Aviv, ist eine Großstadt in Israel.
Das 1909 gegründete Tel Aviv war ursprünglich ein Vorort der bereits seit der Antike bestehenden Hafenstadt Jaffa. Im Jahre 1950 wurden beide Städte zum heutigen Tel Aviv-Jaffa vereinigt. Die Metropolregion der Stadt, der Gusch Dan, zählt insgesamt ungefähr 254 Gemeinden und mehr als 3 Millionen Einwohner, rund ein Drittel der israelischen Gesamtbevölkerung. Die Stadt gilt heute als wirtschaftliches und gesellschaftliches Zentrum des Landes, war offizielle Hauptstadt und zählt viele ausländische Botschaftssitze. In der Stadt sind zudem die nationale Börse, der Tel Aviv Stock Exchange, sowie die Universität Tel Aviv angesiedelt.
Tel Aviv gilt gemeinhin als drittgrößte Wirtschaftsmetropole im Nahen Osten nach Abu Dhabi und Kuwait-Stadt. Die zu einem großen Teil im Bauhaus-Stil errichtete Weiße Stadt, das weltweit größte Zentrum von Gebäuden im Internationalen Stil, ist seit dem Jahr 2003 UNESCO-Weltkulturerbe.

## Der Name „Tel Aviv“
Der Name „Tel Aviv“ ist einer poetischen Übersetzung des Titels des utopischen Romans Altneuland von Theodor Herzl entliehen. Darin steht „Tel“ (vielschichtiger Siedlungshügel) für „alt“ und „Aviv“ (Frühling) für „neu“. Der Name kommt bereits beim biblischen Propheten Ezechiel vor, wo er einen anderen Ort bezeichnet. Dazu und zur Wahl des Namens siehe weiter unten.

## Bedeutung der Stadt
Ende 2017 hatte die Stadt rund 444.000 Einwohner und ist damit nach Jerusalem die zweitgrößte Stadt Israels. Der Großraum von Tel Aviv namens Gusch Dan umfasst ein dicht besiedeltes Gebiet mit den Nachbarstädten Ramat Gan, Givʿatajim, Cholon, Bat Jam und Bnei Braq, die bis zu 14 km von der Mittelmeerküste entfernt liegen, und ist mit etwa 3,8 Millionen Einwohnern der größte Ballungsraum des Landes. Nach der Staatsgründung Israels richteten die meisten Länder ihre Botschaften in Tel Aviv ein, da der Status Jerusalems gemäß den Teilungsbeschlüssen der UN als unklar galt. Nachdem Israel 1980 Ostjerusalem annektiert und im Jerusalemgesetz das „vollständige und vereinigte Jerusalem“ zur Hauptstadt Israels erklärt hatte, forderte der Sicherheitsrat der Vereinten Nationen in seiner Resolution 478 alle Staaten, die ihre Botschaften in Jerusalem hatten, dazu auf, diese abzuziehen. Deshalb befinden sich heute fast alle diplomatischen Vertretungen in und um Tel Aviv. Auch haben die Tel Aviv Stock Exchange, die wichtigste Börse des Landes, sowie der israelische Nachrichtendienst Mossad hier ihren Hauptsitz.
Eine bedeutende Rolle spielte die Stadt bei der Staatsbildung Israels. Hier gab David Ben-Gurion, der erste Premierminister des Landes, die Israelische Unabhängigkeitserklärung bekannt.

## Geschichte

### Geschichte Jaffas

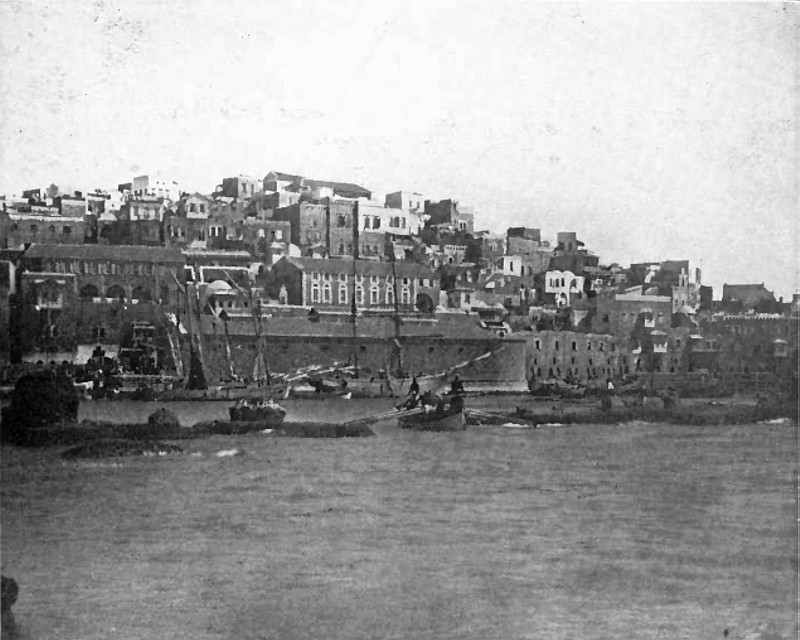
Ansicht des Hafens von Jaffa im Jahr 1906

Archäologische Ausgrabungen zeigen, dass das Gebiet von Jaffa schon 3500 v. Chr. besiedelt war. Es wird auf ägyptischen Inschriften um 2000 v. Chr. unter dem Namen Ipu (Joppe) erwähnt und war von Kanaanitern bewohnt. Es wird vermutet, dass es ein Kultort für die Gottheit Derketo war. Die Eroberung von Joppe durch Ägypter folgte im 14. Jahrhundert v. Chr. In der Bibel taucht Joppe als Hafen der Tarsis-Schiffe auf (Buch Jona); ebenso in dem Begegnen des Judenchristen (Apostel) Petrus mit dem römischen Offizier Cornelius (Apostelgeschichte 10). Im Altertum befand sich der Hafenort meist in den Händen der Phönizier, deren Holzlieferungen zum Bau des ersten und zweiten Jerusalemer Tempels über Jaffa nach Jerusalem transportiert wurden.
Die Makkabäer eroberten den Ort. Danach nahmen die Römer den Ort ein. In Joppe erweckte der Apostel Petrus Tabita und wohnte einige Zeit im Hause eines Gerbers namens Simon (Apostelgeschichte 9, 36-43). Jaffa unterstand dem römischen Prokurator der Provinz Judäa. Unter Konstantin dem Großen wurde die Stadt Bischofssitz. Im Jahr 636 eroberten Krieger des Kalifen Omar den Ort, und im Jahr 1099 nahm Gottfried von Bouillon ihn im Rahmen des Ersten Kreuzzugs ein.
Im Mittelalter war Jaffa sowohl militärisch als auch in puncto Handel sehr wichtig. Für die Kreuzfahrer hatte Jaffa als der Jerusalem am nächsten gelegene Mittelmeerhafen besonderen strategischen Wert. Jaffa war von Gottfried von Bouillon 1100 befestigt worden und bildete das Zentrum einer Grafschaft. Dagobert von Pisa, der erste Lateinische Patriarch von Jerusalem, hatte es erfolglos für sich beansprucht. Als der Graf von Jaffa Hugo II. von Le Puiset 1134 gegen König Fulko rebellierte, wurde die Grafschaft in eine Reihe kleinerer Einheiten aufgeteilt, Jaffa selbst wurde Krongut.
1187, nach der Niederlage der Kreuzfahrer in der Schlacht bei Hattin, eroberte der Ayyubiden-Sultan Saladin Jaffa. Im September 1191 besetzte das Heer des Dritten Kreuzzugs unter Richard Löwenherz kampflos die Stadt, nachdem es Saladin in der Schlacht bei Arsuf geschlagen hatte. Im Juli und August 1192 versuchte Saladin erneut in der Belagerung und Schlacht von Jaffa sich der Stadt zu bemächtigen, wurde aber letztlich zurückgeschlagen. Im September 1192 sicherte Saladin den Kreuzfahrern den Besitz Jaffas in einem Waffenstillstandsabkommen zu. Im Rahmen des Fünften Kreuzzugs wurde hier 1229 der Friede von Jaffa zwischen Kaiser Friedrich II. und Sultan al-Kamil geschlossen, nachdem die Christen unter anderem Jerusalem kampflos zurückerhielten.
Im Königreich Jerusalem führte gewöhnlich der Thronerbe den Titel „Graf von Jaffa und Askalon“. Heinrich von Champagne hinterließ Jaffa seinen Töchtern. Nach dem Tod von Alice von Champagne fiel Jaffa an ihre Tochter Maria von Champagne, die mit Walter IV. von Brienne verheiratet war. Nach dem Tod Walters 1246 fiel Jaffa an Marias Bruder, König Heinrich I. von Lusignan. Zwischen 1246 und 1247 belehnte Heinrich I. Johann von Ibelin mit Jaffa. 1268 eroberten die Mameluken unter Sultan Baibars I. die Stadt und beendeten die Herrschaft der Kreuzfahrer. Der Titel eines Barons von Jaffa wurde auch nach dem Fall der Stadt von Adligen im Königreich Zypern weitergeführt. Die Mameluken ließen die Stadt weitgehend zerstören und entvölkern.
1516 fiel die Stadt an das Osmanische Reich und konnte ihre alte wirtschaftliche Bedeutung zurückerlangen, insbesondere als Pilgerhafen auf dem Weg nach Jerusalem. Seit dem 16. Jahrhundert gehörte Jaffa zur osmanischen Provinz Syrien.
Napoleon Bonaparte seinerseits belagerte Jaffa vom 4. bis zum 7. März 1799 während seiner Ägyptischen Expedition. Dem französischen Parlamentär, der die Verhandlungen über eine kampflose Übergabe der Stadt führen sollte, wurde der Kopf abgeschnitten und von der Stadtmauer herab den Franzosen, auf einen Pfahl gespießt, gezeigt. Es folgte ein sechsstündiger Artilleriebeschuss der Stadt und, nach der Eroberung, die Plünderung und Exekution des Kommandanten Abu-Saab und rund 2000 Gefangener. In Akkon letztlich geschlagen musste die Franzosen abziehen.
Ägyptische Truppen Muhammad Ali Paschas rückten 1832 in die Stadt ein, wo aber auch durch militärische Intervention europäischer Großmächte (Orientkrise 1840) bis 1841 die osmanische Souveränität wiederhergestellt wurde. Nachdem Ägypten versucht hatte, europäische Großmächte zur Akzeptanz seiner Eroberungen zu gewinnen, indem es unter anderem die Bedingungen für westliche Pilger im Heiligen Land verbesserte, schuf die osmanische Hohe Pforte ihrerseits für das Gebiet, das zentrale Ziele christlicher Pilger und ihren Anlandehafen Jaffa umfasste, ein eigenes Sandschak Jerusalem (1841/1854), das sie 1872 aus der Provinz Syrien herauslöste und sich als Mutesarriflik Jerusalem direkt unterstellte.
Am 31. März 1890 begann eine französische Gesellschaft mit dem Bau der Bahnstrecke Jaffa–Jerusalem, die am 26. September 1892 in Betrieb ging.
Im Ersten Weltkrieg zogen sich als Teil der unterlegenen Mittelmächte die deutschen, osmanischen und Österreich-Ungarns Truppen in Palästina zurück und die Heeresgruppe Yıldırım unter Erich von Falkenhayn errichtete am Nordufer des Jarqon eine neue Verteidigungslinie der Palästinafront, die später auch nicht mehr zu halten war. So konnten die 1st Light Horse Brigade und berittene Australian and New Zealand Army Corps (ANZAC) unter Edward Chaytor am 16. November 1917 Jaffa mitsamt Tel Aviv für die Triple Entente einnehmen. In der Folge kamen beide als Teil des Mutesarrifliks Jerusalem und weitere zuvor syrische und libanesische Gebiete an das auf britische Initiative hin neugeschaffene Mandatsgebiet Palästina.
Im Rahmen der von der britischen Mandatsregierung zur Bekämpfung des Arabischen Aufstands durchgeführten „Operation Anker“ wurden 1936 zur Pazifikation große Teile der Altstadt von Jaffa zerstört.
Im Jahre 1945 hatte Jaffa 101.580 Einwohner, von denen 53.930 muslimisch, 30.820 jüdisch und 16.800 christlich waren. Während das benachbarte Tel Aviv mit jüdischer Bevölkerungsmehrheit im UN-Teilungsplan für Palästina dem jüdischen Staat zugeschlagen wurde, war Jaffa ursprünglich als Exklave des arabischen Staates inmitten des jüdischen Staates vorgesehen. Im Bürgerkrieg im Mandatsgebiet (Dezember 1947–Mai 1948) begannen Flucht bzw. Vertreibung aus Jaffa, etwa 15.000 im Stadtgebiet verstreut wohnende jüdische Jaffaner entflohen arabischen Angriffen meist ins benachbarte Tel Aviv, in geschlossen jüdisch bewohnten Vierteln am Stadtrand Jaffas zu Tel Aviv blieben die Bewohner zumeist.
Zionistische Angriffe, wie der Anschlag aufs Neue Serail am 4. Januar 1948, demoralisierten nichtjüdische Jaffaner. Danach verließen Zehntausende arabische Christen und Muslime Jaffa in Etappen, vor allem gen Ausland, nochmals verstärkt nachdem die Kämpfe sich dem Stadtzentrum näherten. Die gegen arabischen Beschuss nach Tel Aviv hinein kämpfende Irgun hatte Jaffas nördlichen arabischen Vorort Manschiyye direkt an Tel Avivs stadtgrenze am 28. April 1948 eingenommen. Die im Abzug begriffenen Briten stoppten auf arabische Initiative hin am 28. April das Vordringen der Irgun in Jaffas Stadtzentrum.:258 Die Zeit bis zum britischen Abzug Mitte Mai nutzten weitere Jaffaner zur Flucht.
Am 13. Mai 1948, unmittelbar nach Abzug letzter britischer Streitkräfte aus Jaffa, ergaben sich die arabischen Verteidiger der Übermacht von Hagannah und Irgun.:258:17 Israelische Behörden zählten nach Staatsgründung in Jaffa etwa 4.000 verbliebene Nichtjuden,:17:101 nach anderen Quellen waren es knapp 5.000 Personen. Tausende aus Jaffa geflüchtete Juden kehrten heim, so dass die Bevölkerung Jaffas noch 35.000 Personen betrug, da nach Flucht bzw. Vertreibung das Gros (etwa 65.000 Personen) der arabischen Bevölkerung fehlte.

### Geschichte Tel Avivs

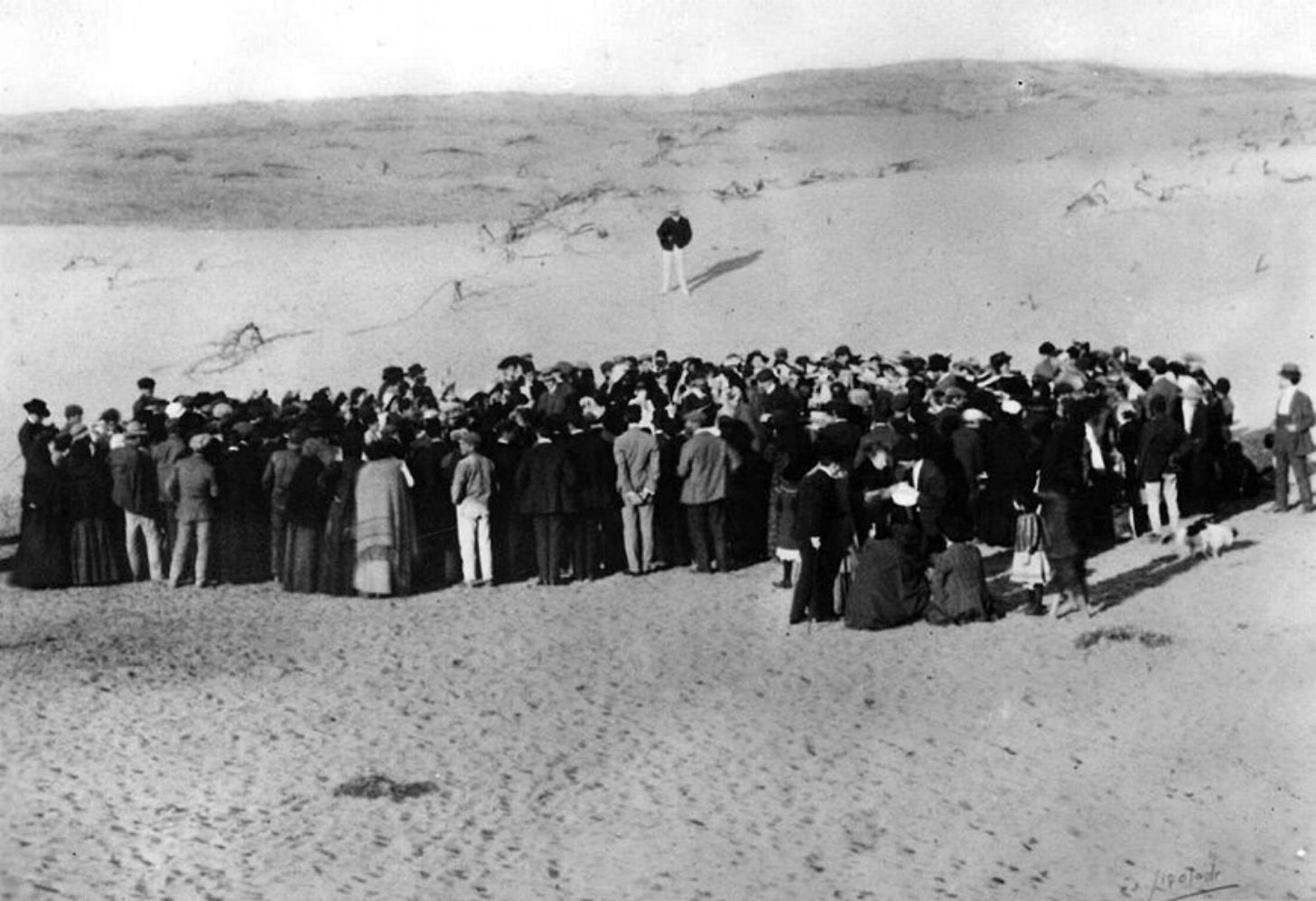
Auslosung der Parzellen unter den Gesellschaftern der Terraingesellschaft Achusat Bajit 1909 nordöstlich Jaffas im Dünengelände, das sie vorher als Bauland erworben hatte

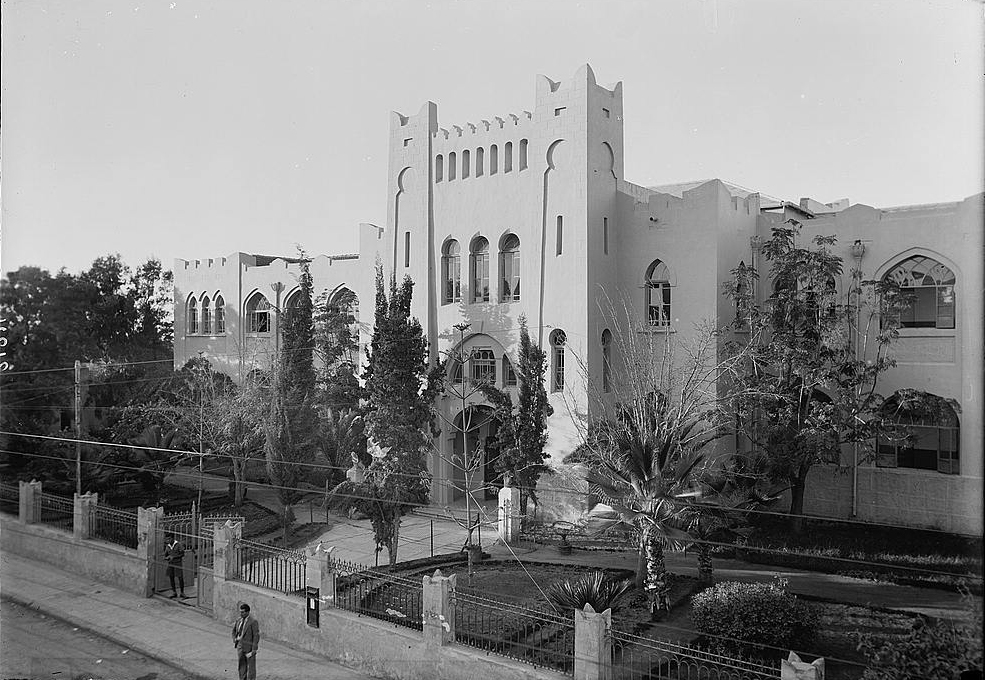
Das Hebräische Herzlia-Gymnasium im Tel Aviv der 1930er Jahre

Die ersten vorwiegend jüdisch bewohnten nordöstlichen Vororte Jaffas im Gebiet des heutigen Tel Avivs entstanden ab 1887 mit Newe Zedeq, Newe Schalom (1890) und Kerem haTeimanim (1904).
Tel Avivs eigentliche Geschichte beginnt mit der 1904 gegründeten Terraingesellschaft Achusat Bajit (hebräisch אֲחֻזַּת בַּיִת Achusat Bajit, deutsch ‚Haus-Landbesitz‘, sinngemäß etwa ‚Grund und Haus‘), deren nach und nach beigetretenen 60 Gesellschafter gemäß ihres bezahlten Anteils jeweils für ihre Familien das Anrecht auf ein Baugrundstück erwarben. Die Achusat Bajit beantragte am 23. Juni 1907 beim Jüdischen Nationalfonds in Köln ein Gründungsdarlehen über 300.000 Franken der Lateinischen Münzunion, um die Mittel an ihre Mitglieder, die künftigen 60 Bauherren im Neubaugebiet als Baukredite auszureichen, was der Fonds auf Empfehlung Arthur Ruppins, der seit Ende Mai in Jaffa weilte, gewährte.:36 Zu den Gründerfamilien gehörte auch die Familie des späteren israelischen Ministerpräsidenten Mosche Scharett.
Achusat Bajit, das 1909 begonnene neue Viertel Jaffas, zu dem es zunächst politisch gehörte, benannten die Gesellschafter 1910 per Mehrheitsbeschluss in „Tel Aviv“ um nach dem Titel der hebräischen Übersetzung Nachum Sokolows des 1902 erschienenen utopischen deutschsprachigen Romans Altneuland von Theodor Herzl. In Sokolows poetischer Übersetzung steht Tel (antiker Siedlungshügel) für „alt“, Aviv (Frühling) für „neu“. Der Übersetzer hatte den Namen seinerseits dem Buch Ezechiel entnommen, wo er einen Ort in Babylonien bezeichnet, an dem der Prophet seine Offenbarungen empfängt: „So kam ich zu den Verschleppten, die in Tel-Aviv wohnten“ (Ez 3,15a ). In diesen Offenbarungen heißt es „unter anderem, dass einmal das ganze zerstreute Volk Israel nach Eretz Israel zurückgeführt werden wird“.
Nachdem der Voreigentümer das Dünengelände Karam al-Schaych Ǧibāli (arabisch كرم الشيخ الجبالي ‚Weinberg Scheich Dschebalis‘) an die Terraingesellschaft verkauft hatte, ließen die Gesellschafter den Niederländer Jacobus H. Kann treuhänderisch als Grundeigentümer eintragen, da die Hohe Pforte seit Erlass des Grunderwerbsverbotes gegen einheimische Juden diese nicht, wie auch nicht von solchen gegründete Gesellschaften, als Grundeigentümer erworbener Grundstücke anerkannte. Nach Parzellierung des Baulandes versammelte Akiva Arie Weiss die Gesellschafter samt Familien am 11. April 1909 auf dem Gelände und ließ die Parzellen zulosen: Auf 60 am selben Morgen am Strand gesammelte Muscheln schrieb Weiss mit schwarzer Tinte die Namen der Gesellschafter und auf weitere 60 Muscheln die Parzellennummern. Während der Verlosungszeremonie zogen ein Junge und ein Mädchen gleichzeitig je eine Muschel mit Nummer bzw. Namen, so entschied sich, wer welches Grundstück erhielt. Dieser Tag gilt als Tag der Gründung Tel Avivs, woran das Tel-Aviv-Gründer-Monument an Stelle des ersten Brunnens der Stadt erinnert.

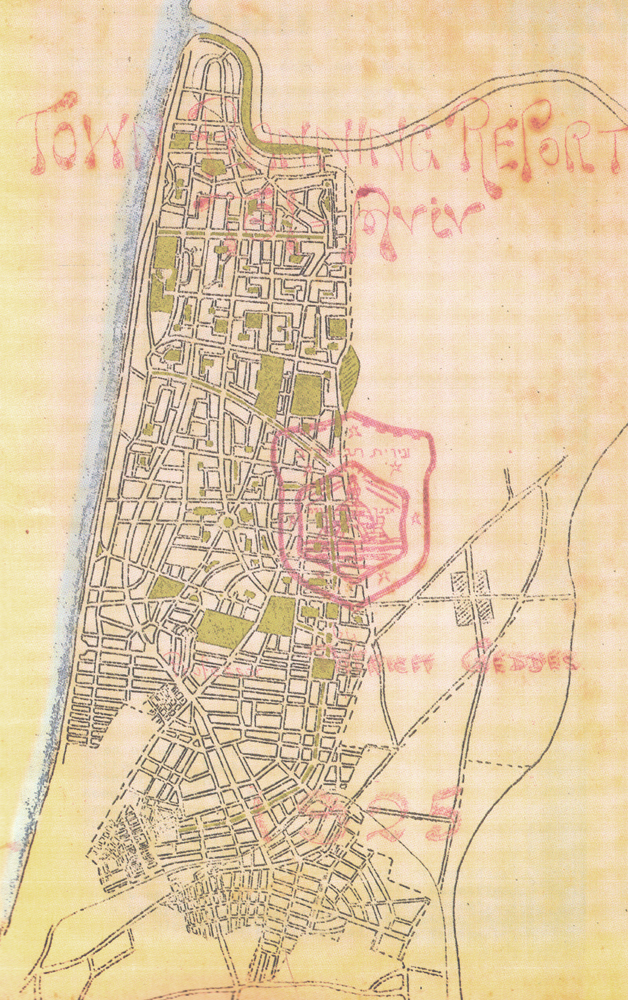
Masterplan für Tel Aviv von Patrick Geddes: erste Fassung von 1925. Dabei liegt das ursprüngliche Achusat Bajit im Plan unten auf Höhe der blass roten Ziffer 1.

Vertreter zweier anderer Terraingesellschaften namens Nachalat Binjamin und Geʾulla kamen später mit Vertretern Achusat Bajits überein, ihre Viertel und Terraingesellschaften zu vereinigen.
Im Jahre 1921 wurde die Verbindung mit Jaffa gelockert, und Tel Aviv erhielt durch den Hochkommissar Sir Herbert Samuel eine eigene städtische Verwaltung als Township in Jaffas Stadtverband. Dies war die britische Reaktion auf das arabische antisemitische Pogrom von Jaffa des gleichen Jahres.
Im Gegensatz zum benachbarten Jaffa war Tel Aviv von Anbeginn ein weit überwiegend jüdisch bewohnter Ort. Nach dem UN-Teilungsplan für Palästina war Tel Aviv daher als Teil des jüdischen Staates vorgesehen. Die Stadt wuchs rasch, weil sie Zentrum der jüdischen Immigration nach Palästina war. Der Ausschuss des Ortes beauftragte 1925 Nachum Gutman, für Tel Aviv Wappen und Flagge zu gestalten. Unter dem rot umrandeten Davidstern in der Mitte des Wappens zitieren zwei hebräische Worte das biblische Buch Jeremia: אֶבְנֵךְ וְנִבְנֵית Evnech wə-Nivnejt, deutsch ‚Ich (Gott) werde dich aufbauen, und du sollst gebaut werden‘ (Jer 31,4 ). Der bekannte Stadtplaner Patrick Geddes entwarf 1925 als Masterplan der weiteren Stadtentwicklung den so genannten Geddes-Plan. Im Jahre 1931 hatte Tel Aviv 46.000 Einwohner, 1938 waren es bereits 150.000 Einwohner. Die volle Unabhängigkeit von Jaffa erhielt Tel Aviv durch Erhebung zur Stadt am 12. Mai 1934.
Im Zweiten Weltkrieg bombardierte Italiens Luftwaffe Tel Aviv am 9. September 1940 vom Italienischen Dodekanes aus, tötete über 200 Menschen und verursachte schwere Schäden. Im Jahr 1947, vor Ausbruch des Palästinakrieges, lebten in Tel Aviv bereits 230.000 Einwohner.

### Nach der Gründung Israels
Mit der am 14. Mai 1948 in der Independence Hall auf dem Rothschild-Boulevard verabschiedeten israelischen Unabhängigkeitserklärung wurde der Staat Israel gegründet. Am 24. April 1950 wurde Jaffa mit der ehemaligen Vorstadt Tel Aviv auch administrativ verbunden. Der Name der vereinigten Stadt war zunächst Tel Aviv. Am 19. August 1950 wurde sie umbenannt in Tel Aviv-Jafo, um den historischen Namen Jaffa zu erhalten. Die Stadt wurde zum Zentrum städtischen Lebens in Israel und wuchs weiter.
Am 1. Juni 2000 wurden am Strand von Tel Aviv 21 Jugendliche ermordet und Dutzende weitere schwer verletzt, als ein Selbstmordattentäter sich mit einer mit Metallteilen gefüllten Bombe in die Luft sprengte.  Am 23. Januar 2001 wurden die beiden Besitzer des Sushi-Lokals Yuppies in der Tel Aviver Sheinkin-Straße, Motti Dayan (27) und Etgar Zeitouny (34) von Palästinensern entführt und ermordet.
Am 1. Juni 2001 sprengte sich ein 22-jähriger Palästinenser vor einer Diskothek in Tel Aviv selbst in die Luft. Bei dem Selbstmordanschlag kamen 21 Personen ums Leben, über 100 wurden verletzt.
Morgens um 2 Uhr Ortszeit des 5. März 2002 tötete ein palästinensischer Attentäter in zwei Restaurants im Zentrum von Tel Aviv drei Israelis und verletzte mehr als 30 weitere. Die Todesopfer waren der israelische Polizist Salim Barakat, der 52-jährige Yosef Haybi aus Netanja und der 53-jährige Eli Dahan aus Lod. Am 30. März 2002 sprengte sich ein Selbstmordattentäter im Café Bialik an der Kreuzung Allenbystraße/King George- und Tschermichowskistraße in die Luft. Dabei wurden mehr als 30 Menschen zum Teil schwer verletzt.
Ende 2006 hatte Tel Aviv-Jaffa 385.000 Einwohner, 2015 waren es rund 433.000 Einwohner.
Bei einem Anschlag in einem Bus der Linie 40 wurden am 21. Januar 2015 12 Menschen verletzt, vier von ihnen schwer. Bei dem Attentäter, der mit einem Messer auf die Fahrgäste losging, handelte es sich um einen 27-jährigen Palästinenser aus Tulkarem, der keine Aufenthaltsgenehmigung für Israel besaß. Er wurde in der Nähe des Tatortes angeschossen und festgenommen. Ein hochrangiges Mitglied der Terrororganisation Hamas bezeichnete den Anschlag auf seiner Facebook-Seite als „mutige Heldentat“; palästinensische Medien veröffentlichten Cartoons, die den Anschlag verherrlichten. Ministerpräsident Benjamin Netanjahu erklärte in Reaktion auf den Anschlag, dieser sei ein direktes Resultat der hasserfüllten Hetze, die in den Palästinensischen Autonomiegebieten gegen die Juden und ihren Staat verbreitet wird.
Die deutsche Forschungsgemeinschaft Helmholtz-Gemeinschaft eröffnete am 22. Oktober 2018 ihr viertes Auslandsbüro in Tel Aviv. Ziel ist es, die Zusammenarbeit mit israelischen Partnern weiter zu stärken.
Tel Aviv war vom 14. bis zum 18. Mai 2019 Austragungsort des 64. Eurovision Song Contest, da Netta mit ihrem Song Toy den Wettbewerb 2018 in Lissabon gewonnen hatte.

## Klima
|                       | Jan   | Feb  | Mär  | Apr  | Mai  | Jun  | Jul  | Aug  | Sep  | Okt  | Nov  | Dez   |   |       |
| Mittl. Tagesmax. (°C) | 17,5  | 17,7 | 19,2 | 22,8 | 24,9 | 27,5 | 29,4 | 30,2 | 29,4 | 27,3 | 23,4 | 19,2  | ⌀ | 24,1  |
| Mittl. Tagesmin. (°C) | 9,6   | 9,8  | 11,5 | 14,4 | 17,3 | 20,6 | 23,0 | 23,7 | 22,5 | 19,1 | 14,6 | 11,2  | ⌀ | 16,5  |
|                       |       |      |      |      |      |      |      |      |      |      |      |       |   |       |
| Niederschlag (mm)     | 126,9 | 90,1 | 60,6 | 18,0 | 2,3  | 0,0  | 0,0  | 0,0  | 0,4  | 26,3 | 79,3 | 126,4 | Σ | 530,3 |
|                       |       |      |      |      |      |      |      |      |      |      |      |       |   |       |
| Regentage (d)         | 12,8  | 10,0 | 8,5  | 3,1  | 0,8  | 0,0  | 0,0  | 0,0  | 0,3  | 3,2  | 7,5  | 10,9  | Σ | 57,1  |

| 9,6 |

| 9,8 |

| 11,5 |

| 14,4 |

| 17,3 |

| 20,6 |

| 23,0 |

| 23,7 |

| 22,5 |

| 19,1 |

| 14,6 |

| 11,2 |

| 9,6 |

| 9,8 |

| 11,5 |

| 14,4 |

| 17,3 |

| 20,6 |

| 23,0 |

| 23,7 |

| 22,5 |

| 19,1 |

| 14,6 |

| 11,2 |

## Städtepartnerschaften

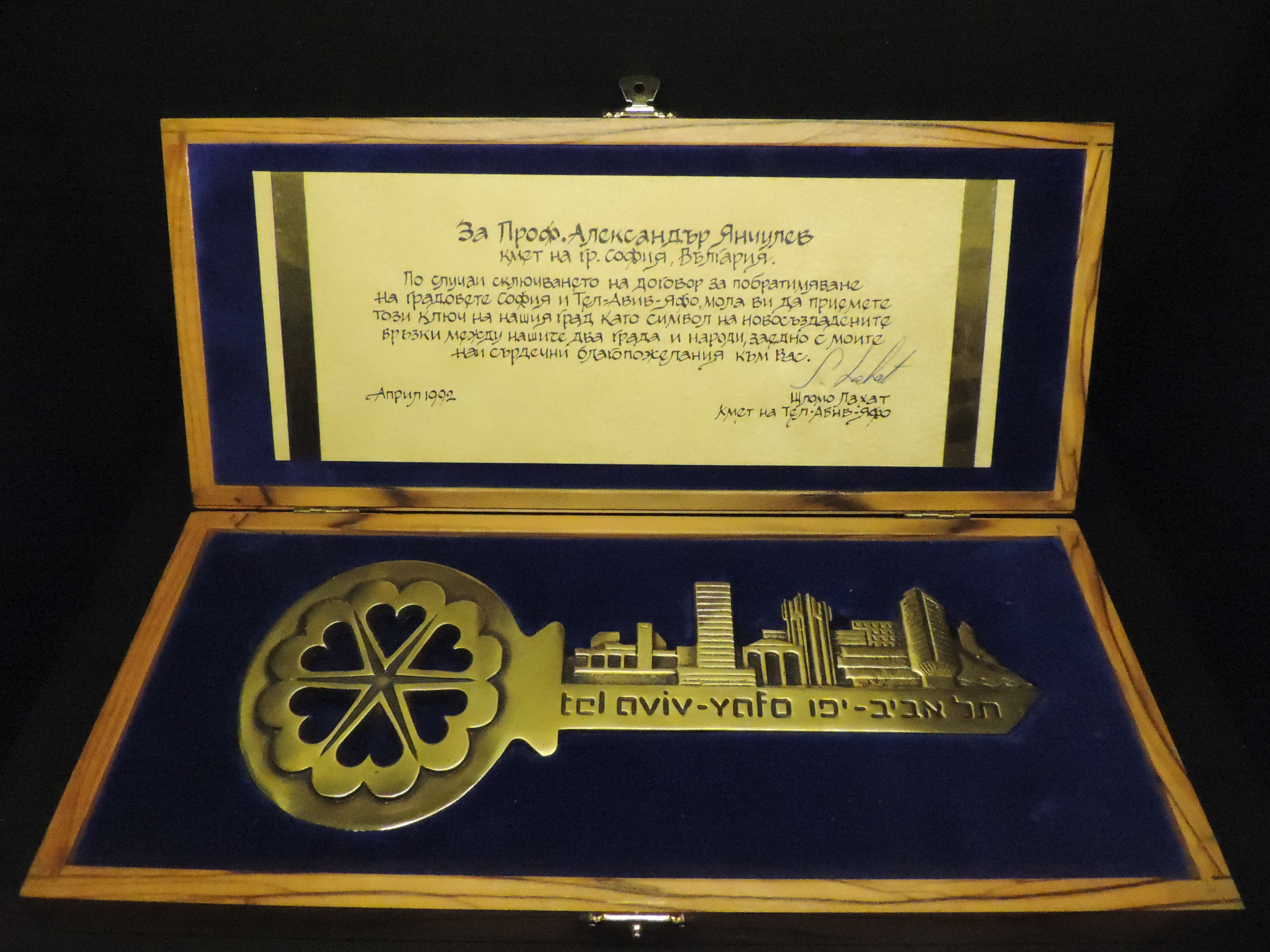
Der symbolische Schlüssel für Tel Aviv, der 1992 zum Anlass der Gründung der Städtepartnerschaft mit Sofia übergeben wurde

Die Stadt Tel Aviv hat mit den folgenden Städten der Welt einen Partnerschaftsvertrag unterschrieben (zeitlich geordnet):
| - Toulouse (1962) - Philadelphia (1967) - Köln (offiziell 1979; Jugendaustausch seit 1960) - Frankfurt am Main (1980) - Bonn (1983) - Buenos Aires (1988) - Budapest (1989) - Belgrad (1990) - Essen (1992) | - Sofia (1992) - Warschau (1992) - Cannes (1993) - Łódź (1994) - Mailand (1994) - Thessaloniki (1994) - Peking (1995) - Amsterdam (1995) - New York City (1996) - Barcelona (1998) | - Gaza-Stadt (1998) - Izmir (1998) - Almaty (1999) - Chișinău (2000) - Incheon (2000) - Moskau (2000) - São Paulo (2004) - Wien (2005) - Paris (2010) - Freiburg im Breisgau (2015) - Berlin (2025) |

## Sehenswürdigkeiten

### Tel Aviv

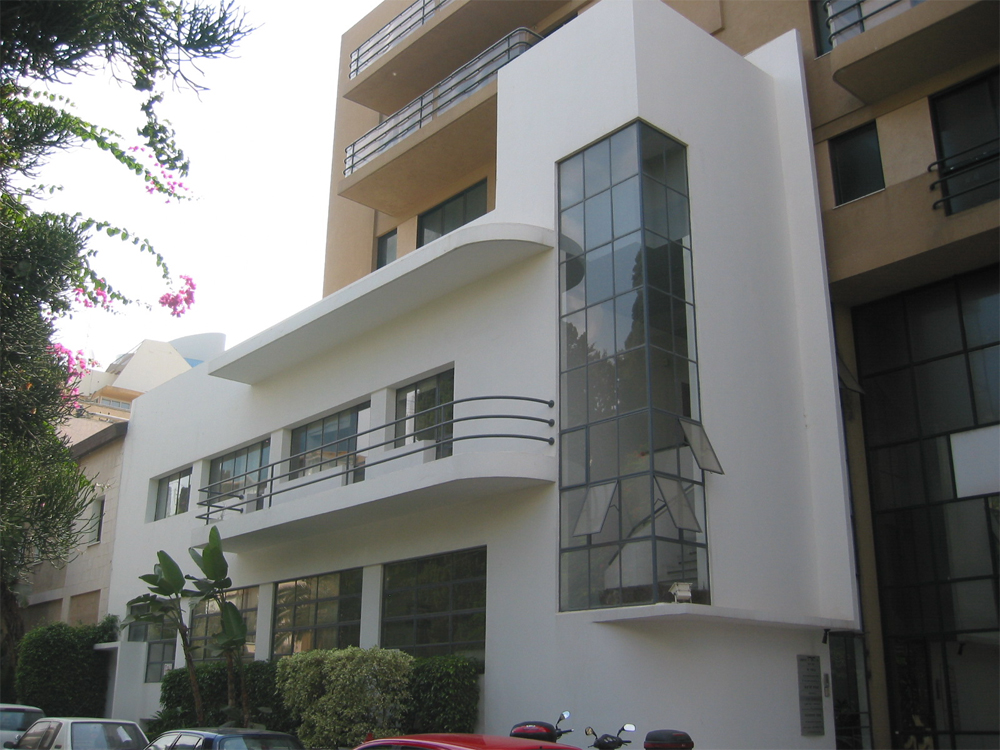
Ehemaliges Druckhaus der Tageszeitung Haʾaretz

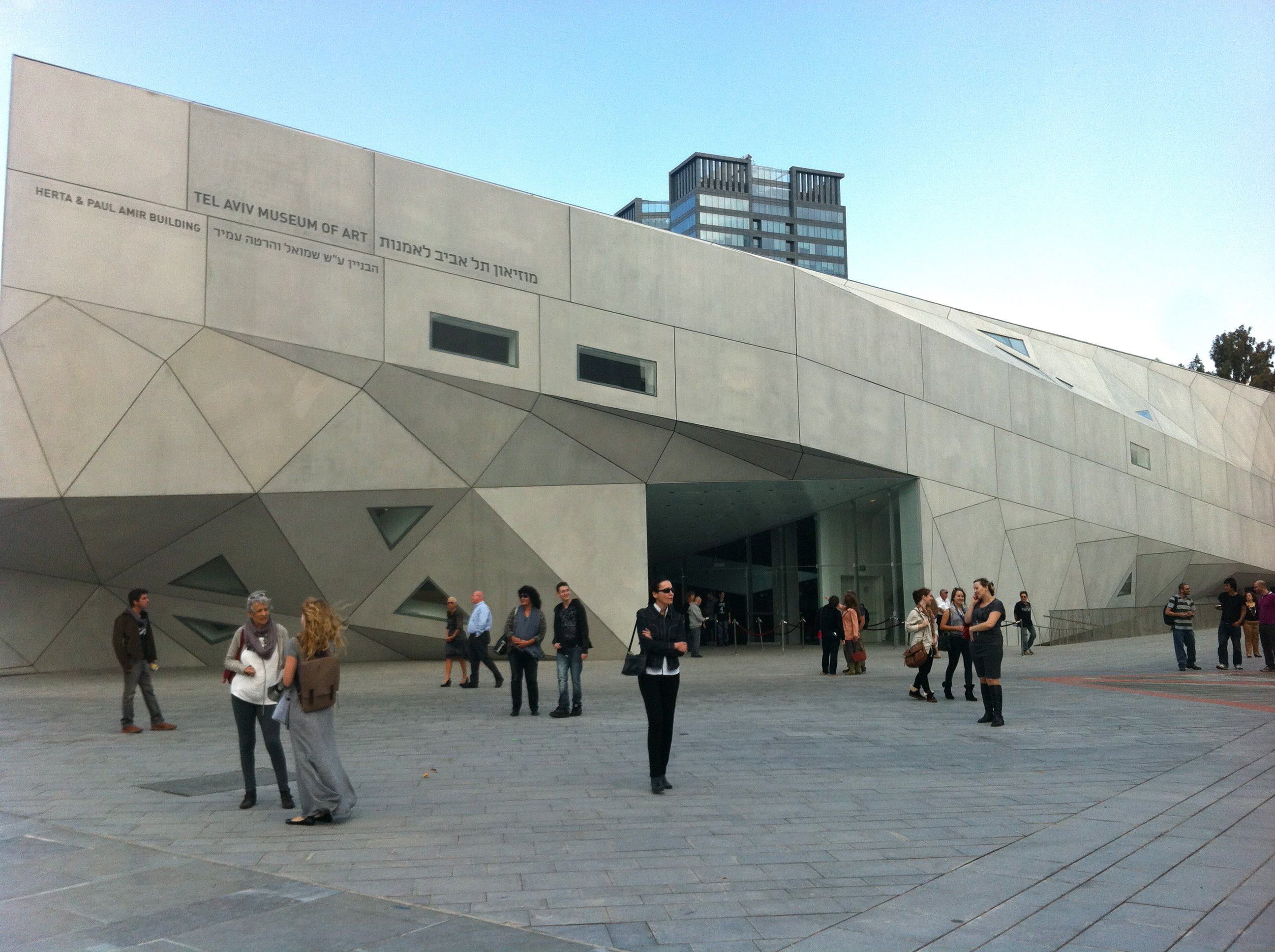
Die Erweiterung des Tel Aviv Museums of Art, das Herta und Paul Amir Gebäude

Herausragend und seit 2003 als UNESCO-Welterbe bekannt ist die so genannte Weiße Stadt (hebräisch הָעִיר הַלְּבָנָה haʿĪr haLɘvanah), eine Gesamtheit von über 4.000 Gebäuden in Tel Aviv, die überwiegend in Bauhaus- und Internationalem Stil errichtet wurde. Sie wurden in den 1930er Jahren von zahlreichen Architekten erbaut, die aus Dessau und Berlin vor dem Nationalsozialismus geflohen waren. Die verschiedenen Viertel im Herzen der Stadt (Lev Tel Aviv), wo die meisten Gebäude besagter Stilformen sich konzentrieren, werden unter der Bezeichnung Weiße Stadt zusammengefasst. Auf der Dizengoffstraße befindet sich das neue Bauhaus Center. Hier beginnen die Führungen zu Bauhausgebäuden, und hier befindet sich ein Laden mit historischen und kunstgeschichtlichen Bauhaus-Artikeln. Das Bauerbe präsentiert seit 2008 das Bauhaus Museum Tel Aviv und seit 2019 dient der Beit Liebling als Welterbezentrum. Im gleichen Museumsdistrikt widmet sich Leben und Werk des hebräischen Nationaldichters Chaim Nachman Bialik der Beit Bialik, seine ehemalige Villa mit originalem Intérieur im Herzen der Stadt.

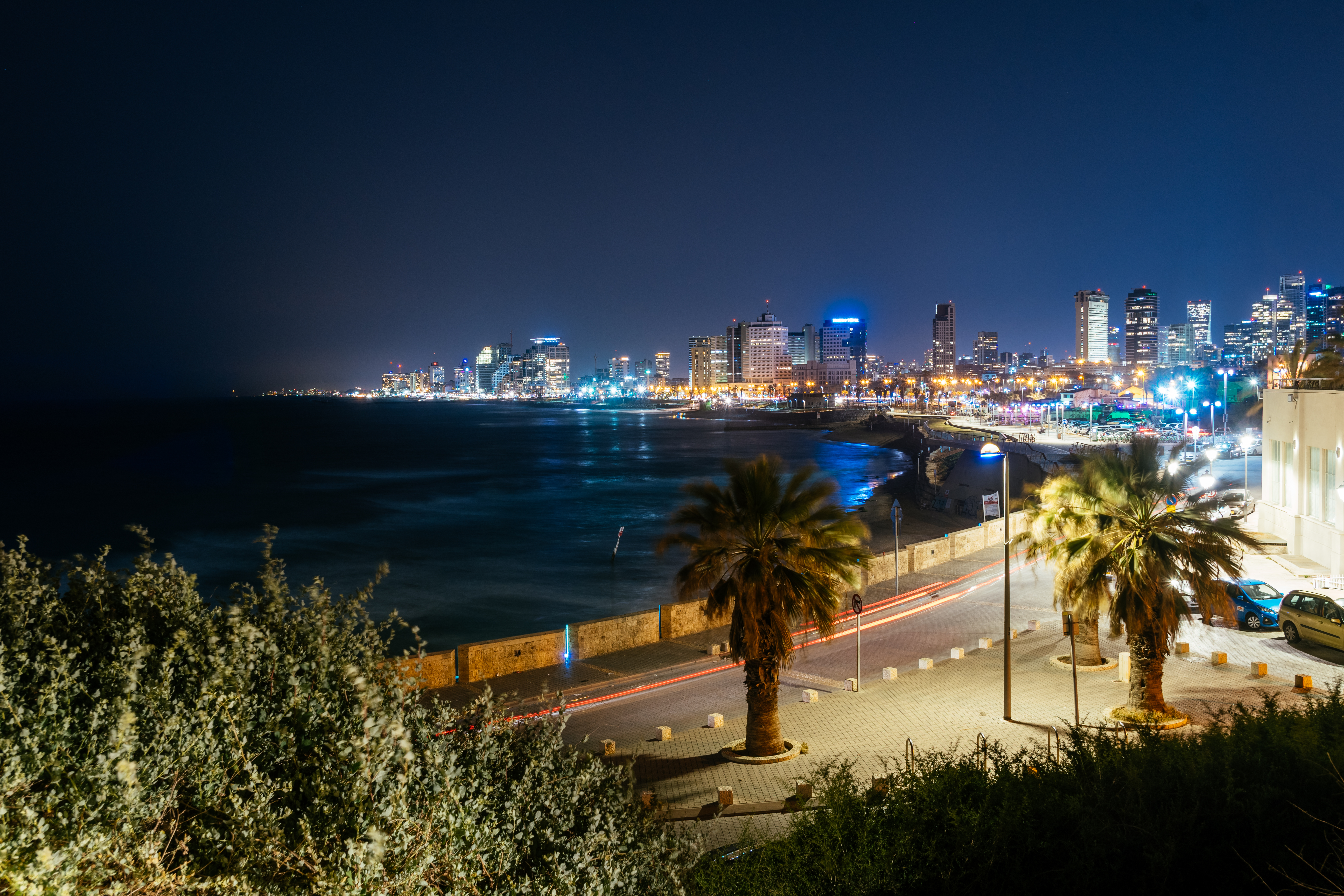
Blick von Jaffa auf Tel Aviv bei Nacht.

Am Rothschild-Boulevard liegt die Independence Hall (Beit haʿAzmaʾut). Am 14. Mai 1948 beschloss am Standort des heutigen Museums der am 12. April 1948 gebildete Volksrat (hebräisch מוֹעֶצֶת הָעָם Mōʿetzet haʿAm), das 37-köpfige Übergangsparlament des Jischuvs (jüdische Palästinenser) mit Vertretern aller in der gewählten Repräsentantenversammlung des Jischuvs vertretenen Parteien, die Unabhängigkeit Israels und verfasste dazu die entsprechende Erklärung, die die Mitglieder des Volksrats unterschrieben. Eine Stunde später verlas David Ben Gurion diese Erklärung öffentlich, womit die Gründung des Staates Israel bekannt gegeben war. Vor dem Museum befindet sich ein Gedenkstein zum Aufbau Tel Avivs mit einem Bibelzitat aus dem Buch Jeremia (Jer 31,4 ).
Die Hauptsynagogen, die sephardische Große Synagoge Stiftszelt und die aschkenasische Große Synagoge, finden sich in den Seitenstraßen des Rothschild-Boulevards. Am Nordende des Boulevards stehen das Theatergebäude Habimahs und das Charles Bronfman Auditorium, Heimat des Israel Philharmonic Orchestra und mit 2.482 Plätzen größter Konzertsaal der Stadt.
Das Tel Aviv Museum of Art im Kulturforum der Stadt zeigt klassische und zeitgenössische Kunst mit dem Skulpturengarten Lola Beer Ebners, benachbart im Bauensemble der Beit Ariʾela der Stadtbibliothek Schaʿar Zion und die Bühnen von Theatron Kameri und Israeli Operah. Am südlichen Ende des Rechov Herzl, der ersten Hauptstraße Tel Avivs in Nord-Süd-Richtung befindet sich die Apostel-Petrus-Kirche von 1894. Am ehemaligen Zweitwohnsitz des Politikers befindet sich das Ben-Gurion Museum im Stadtteil Zafon Jaschan. Im Zafon Chadasch befindet sich die griechisch-sephardische Synagoge Heichal Jehudah, ein ikonischer Bau organischer Architektur, 1975–1980 errichtet.
Nördlich des Jarqons dokumentiert das als Landesmuseum konzipierte Eretz Israel Museum Landeskunde, Geschichte und Archäologie des Landes, wie das ebenfalls im Norden gelegene ANU – Museum des Jüdischen Volkes auf dem Campus der Universität Tel Aviv die Geschichte der Juden in der Diaspora thematisiert. Das Hagana-Museum ist ein Museum der Geschichte der jüdischen Untergrundorganisation, Vorläufer der israelischen Armee. Das Palmach-Museum ist einer Spezialeinheit der Hagana gewidmet. Es liegt beim Eretz-Israel-Museum im Norden. Es liegt zwischen dem Eretz-Israel-Museum und dem Museum der Palmach, zu der Rabin in jungen Jahren gehörte. Sehenswert ist auch die lutherische Immanuelkirche in der American-German Colony (hebräisch הַמּוֹשָׁבָה הָאָמֵרִיקָאִית-גֶּרְמָנִית בְּיָפוֹ HaMōschavah haʾAmerīqaʾīt-Germanīt bəJafō, deutsch ‚Amerikanisch-Deutsche Kolonie in Jaffa‘). Am Südende der wichtigen Nord-Süd-Achse Rəchov ha-Jarqōn findet sich die spätosmanische Hassan-Bek-Moschee, eines der wenigen freistehenden Bethäuser der Stadt.

### Jaffa

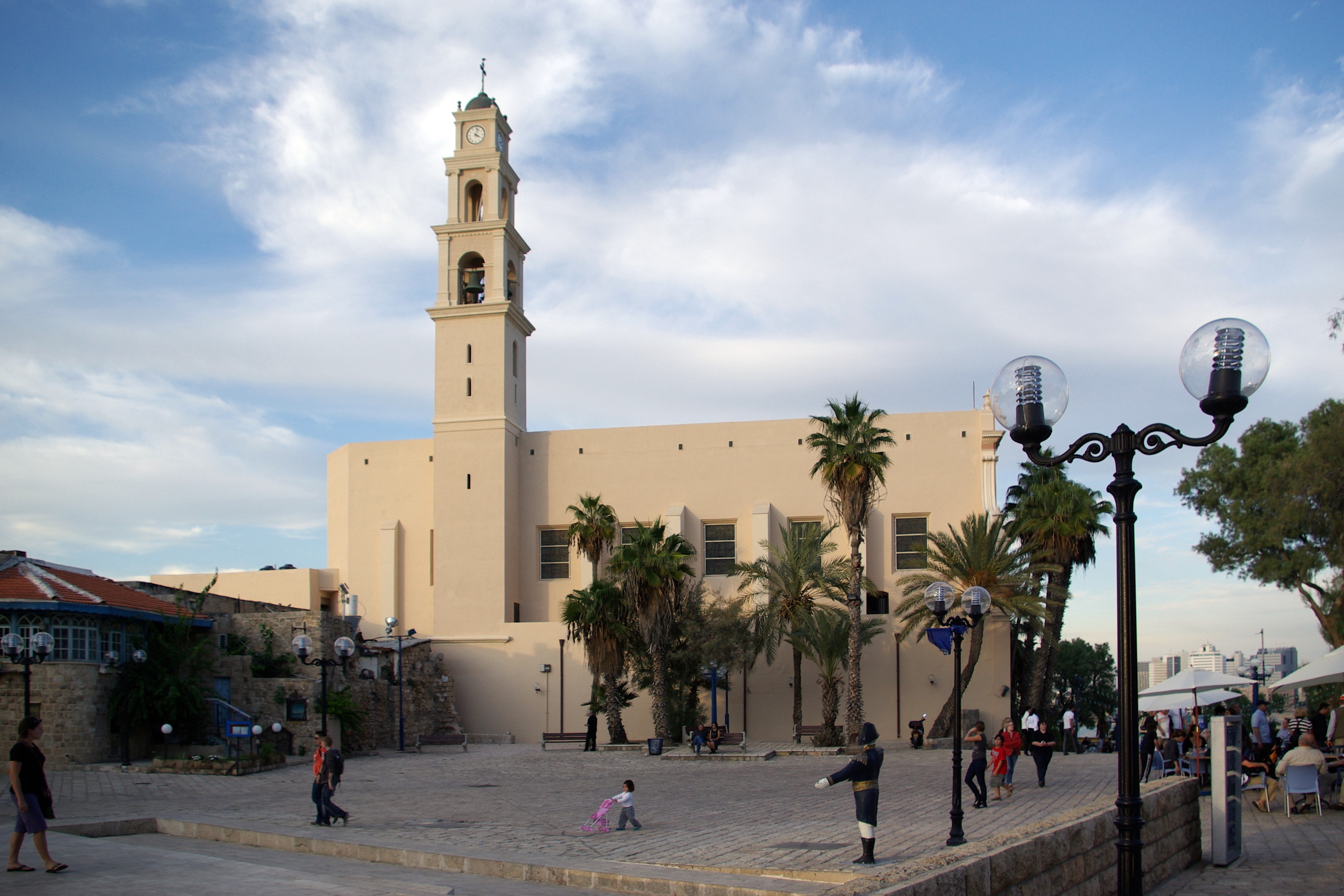
Peterskirche

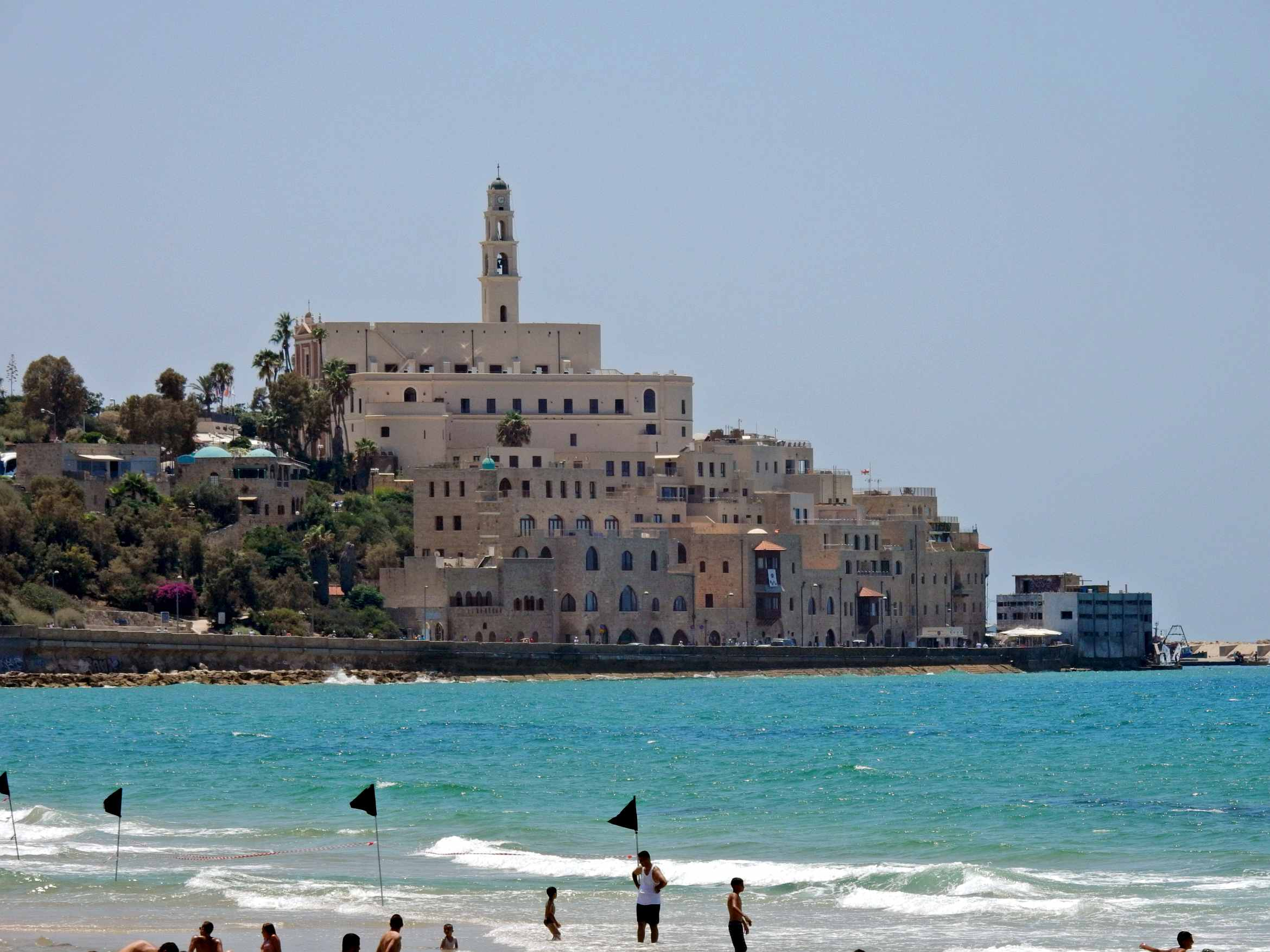
Blick auf Jaffa

Zu den Sehenswürdigkeiten gehören unter anderem die Immanuelkirche (erbaut 1904, lutherisch), der Uhrturm (erbaut 1906), die Ausgrabungsstätte Kikkar Qedumim, Al-Saray al-ʿAtīqa (arabisch السراي العتيقة, DMG Altes Serail, hebräisch הַסָּרָאיָה הַיְּשָׁנָה haSarājah haJəschanah, englisch Old Saray/Seraglio) und das Neue Serail (hebräisch הַסָּרָאיָה הַחֲדָשָׁה haSarājah haChadaschah, englisch Governor’s New Palace), der Leuchtturm Jaffa Light von 1865 (hebräisch מִגְדַּלּוֹר יָפוֹ), die Moschee Muhamidiya, der Andromedafelsen, das Jaffa Museum of Antiquities, das Ilana-Goor-Museum und das katholische Kirchengebäude Sankt Peter. Der Person Jitzchak Rabin widmet sich das Jitzchak-Rabin-Zentrum.

## Sport
Tel Aviv ist die Heimat von Israels größtem Sportverein, Maccabi Tel Aviv. Das Basketballteam von Maccabi gehört seit Jahrzehnten zu den besten in Europa. Die Fußballabteilung des Vereins ist die älteste und erfolgreichste des Landes. Weitere größere Sportvereine aus Tel Aviv sind Hapoel Tel Aviv und Bnei Yehuda Tel Aviv.
2009 wurde der Tel-Aviv-Marathon nach 15-jähriger Pause wiederbelebt und wird seitdem wieder jährlich veranstaltet.
Im Mai 2018 wurde das Sylvan Adams Velodrome eingeweiht.

## Wirtschaft

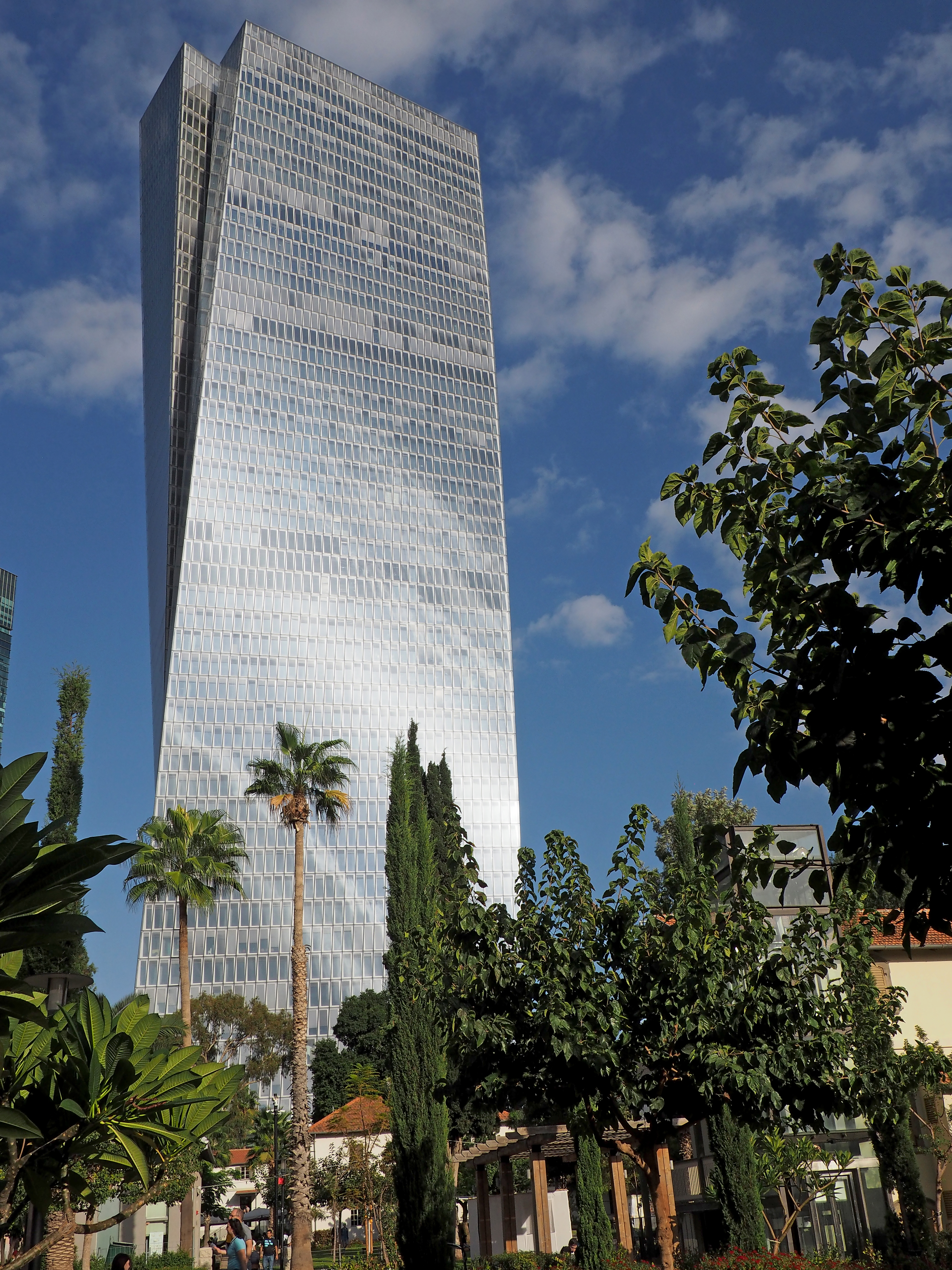
Das Sarona Geschäftshaus

Tel Aviv ist stark durch den Dienstleistungssektor bestimmt. Es ist Sitz der einzigen Börse (Tel Aviv Stock Exchange) des Landes und mehrerer großer Banken wie der Bank Leumi oder der Bank Hapoalim. Die israelischen Ausgaben für Forschung und Entwicklung sind hoch, und vieles wird im Gebiet zwischen Tel Aviv und Jerusalem, dem Silicon Wadi des Landes investiert. Allein in den ersten neun Monaten des Jahres 2011 wurden 1,5 Milliarden US-Dollar Risikokapital für zahlreiche Start-ups eingeworben.
Insgesamt erzielen die ökonomischen Aktivitäten der Kernstadt Tel Aviv rund 17 Prozent des nationalen BIP, während die Arbeitslosenquote im Jahr 2011 bei 4,4 Prozent lag. Im Jahr 2013 zählte die Stadt mehr als 700 Start-up Unternehmen und wurde vom Wall Street Journal als zweitinnovativste Stadt der Welt nach Medellín und vor New York City bewertet.
In einer Rangliste der wichtigsten Finanzzentren weltweit belegte Tel Aviv Platz 34 (Stand: 2018).

## Verkehr

### Luftverkehr

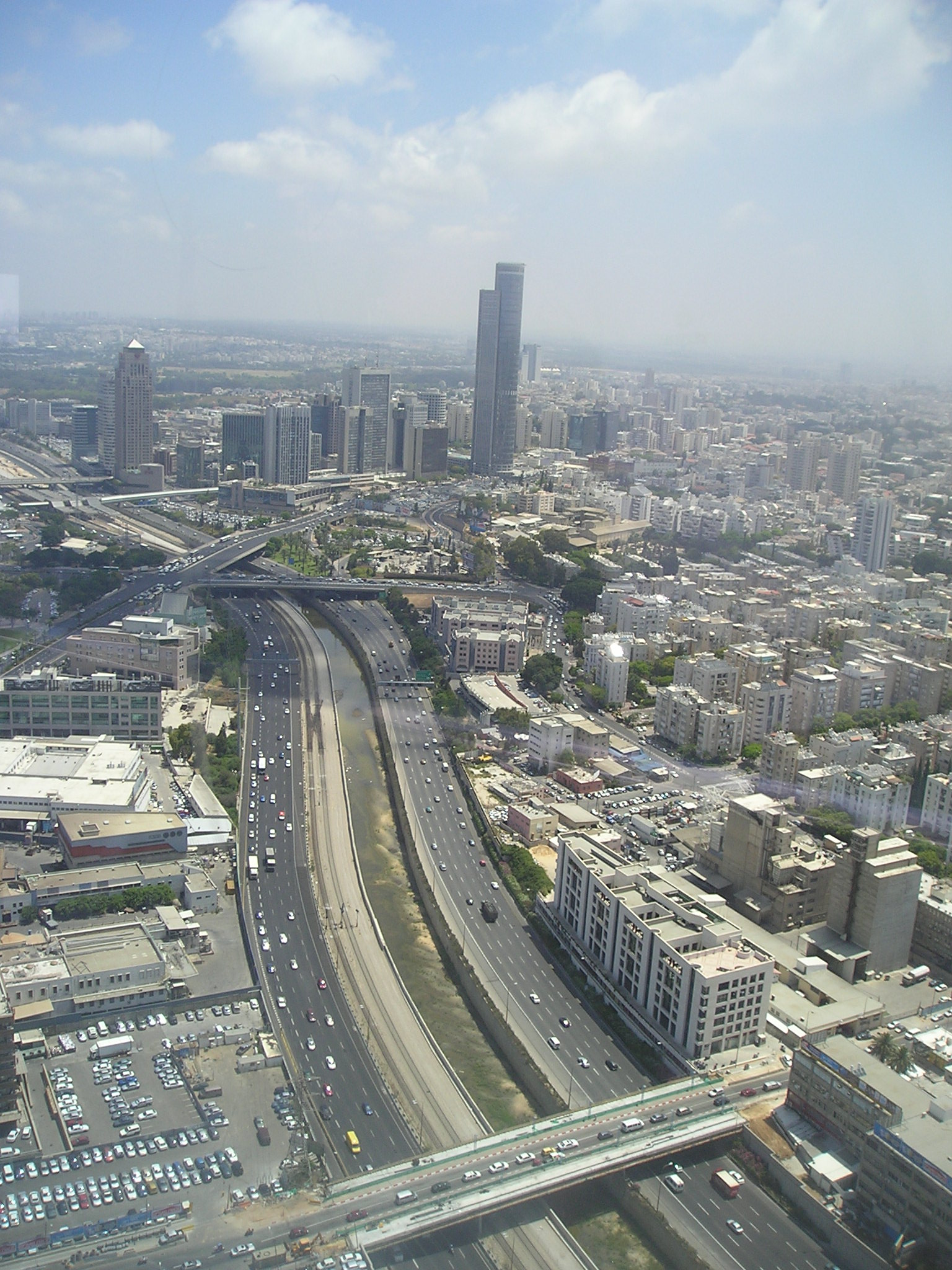
Der Ayalon Highway

Nahe der Stadt befindet sich in Lod mit dem Flughafen Ben Gurion der größte Flughafen des Landes, welcher im Jahr 2017 mehr als 20 Millionen Passagiere zählte.

### Straßenverkehr
Als großes Problem gilt der motorisierte Individualverkehr auf den Einfallstraßen. Staus sind an der Tagesordnung, viele Zufahrtsstraßen sind chronisch verstopft. Im Bereich der Stadt laufen mehrere Autobahnen zusammen. Zum höchsten jüdischen Feiertag Jom Kippur, entfällt – als Brauch, den auch weniger streng Gläubige einhalten, und ohne ein staatliches Gesetz – der Autoverkehr bis auf wenige Notdienste von Sonnenuntergang bis Sonnenuntergang für 25 Stunden, sodass Kinder und Erwachsene zu Fuß und auf Fahrrädern in dieser Zeit den leeren Raum der größten mehrspurigen Stadtstraßen einnehmen.
Den Nahverkehr im Großraum Tel Aviv-Jaffa betreibt die Busverkehrsgesellschaft Dan mit 192 Linien. Im Großraum Tel Aviv nutzen etwa 700.000 Menschen täglich die Busse von Dan. Ergänzt wird das Angebot durch ein engmaschiges Netz an Scherut genannten Sammeltaxis.
Die Stadt ist zentraler Knotenpunkt für die Busverbindungen der Busgesellschaft Egged. Der Busbahnhof Tel Aviv Central Bus Station war lange Zeit der größte der Welt.

### Schienenverkehr

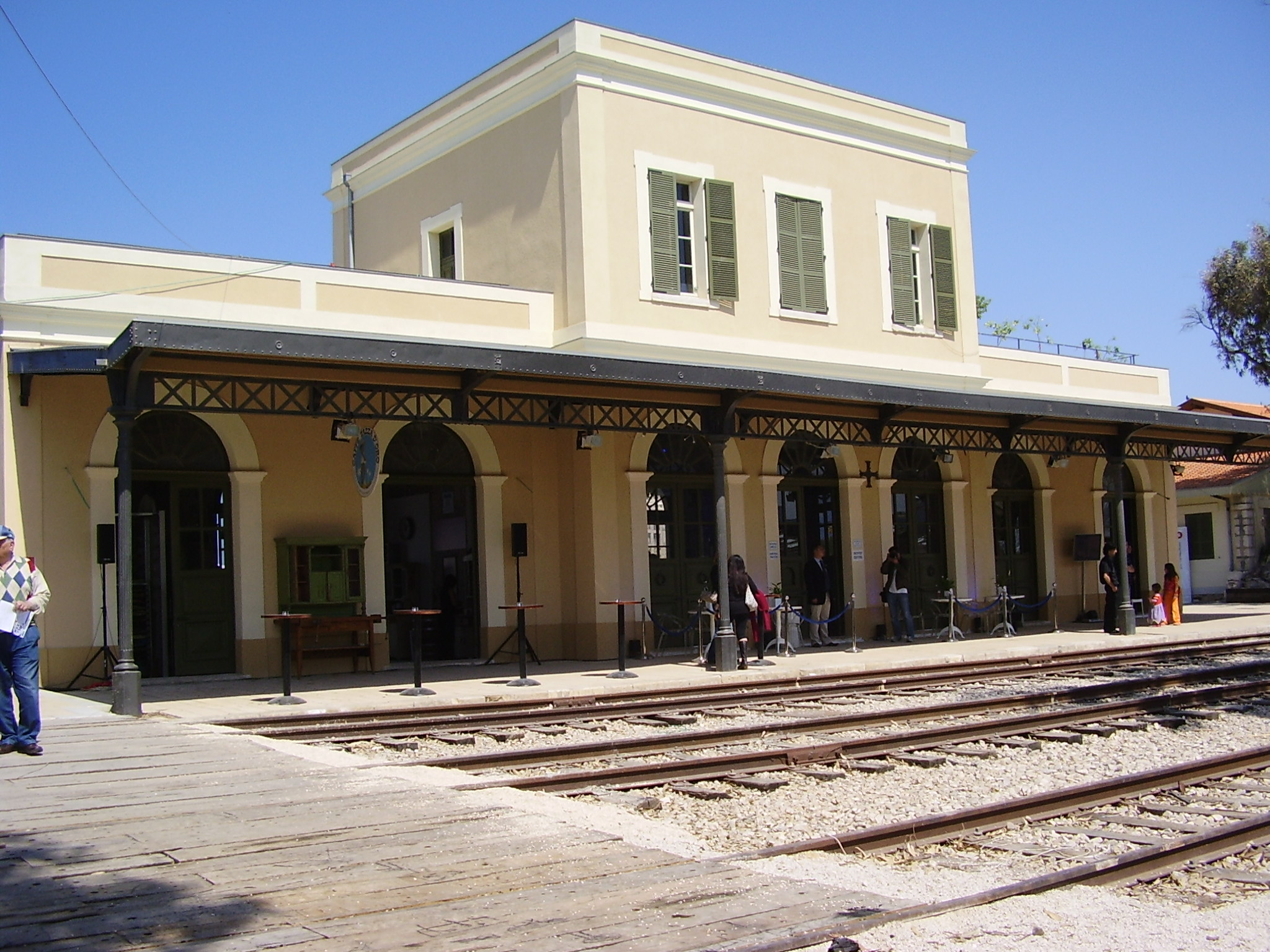
Ehemaliger Bahnhof Jaffa der Eisenbahn Jaffa–Jerusalem

In Jaffa, seit 1950 Stadtteil Tel Avivs, befand sich der eine Endbahnhof der ersten Eisenbahnstrecke auf heutigem israelischen Gebiet. Es war Teil der Osmanischen Militärbahn in Palästina: 1891/1892 wurde die Bahnstrecke Jaffa–Jerusalem (J&J-Linie) in Betrieb genommen, die seit 2021 bis auf weiteres in Beit Schemesch endet. Das Empfangsgebäude des Bahnhofs Jaffa ging im Januar 1948 außer Betrieb und ist museal erhalten, der 1917 entstandene Bahnhof Tel Aviv auf der gleichen Linie wich 1970 dem ausufernden Individualverkehr, auch sein Nachfolger Bahnhof Tel Aviv Darom dient seit 1993 nur noch als Betriebsbahnhof. Den im Hebräischen für Hauptbahnhof üblichen Namenszusatz Merkaz (Zentrum) führt der 1954 eröffnete Bahnhof Tel Aviv Savidor Merkaz, jahrzehntelang der meist frequentierte im Lande, aber seit 2017 zweitplatziert hinter dem Bahnhof Tel Aviv haSchalom, dem nächsten Halt in südlicher Richtung.

#### Ausbau seit 1986
Der überhandnehmende Individualverkehr in Tel Avivs Ballungsraum Gusch Dan bewog die Regierung Israels 1986, das staatliche Bahnunternehmen Rakkevet Israel (RI) auf den Bahnstrecken des Großraums (J&J-Linie, Jarqonbahn, Küstenbahn, Ostbahn und Sinai-Bahn) Vorortlinien planen zu lassen. Erster Schritt war die Verbindung der im Norden endenden Küstenbahn und der nach Südosten laufenden J&J-Linie im Stadtgebiet durch den Ajjalonkorridor (hebräisch פְּרוֹזְדּוֹר אַיָּלוֹן Prōsdōr Ajjalōn, 1993 eröffnet) zur Eisenbahn-Magistrale Naharija–Beʾer Scheva.
In den zurückliegenden Jahren hat die Rakkevet Israel den Vorort- und Regionalverkehr auf der Schiene erheblich verbessert und ausgeweitet. Weitere Strecken wie die Jarqonbahn und Scharonbahn (schrittweise 2003 bis 2020 eröffnet) führen nach Hod haScharon, die Bahnstrecke Tel Aviv–Jerusalem (2018 eröffnet) für höhere Geschwindigkeit über den Flughafen Ben Gurion nach Modiʿin und Jerusalem und die Bahnstrecke Tel Aviv–Pleschet (2011 in Betrieb) nach Javne und weiter auf der Sinai-Bahn bis Aschkelon. Der seit 1972 bestehende Pendlerverkehr über J&J-Linie und Sinai-Bahn bis Gaza-Stadt wurde nach dem Jom-Kippur-Krieg 1973 nicht wieder aufgenommen.

#### Stadtbahn
Das Stadtbahn-System Danqal ist mit sechs Stadtbahnlinien und einer avisierten Gesamtlänge von 90 Kilometern seit August 2015 im Bau; die erste Strecke und Hauptlinie, die Rote Linie mit 24 Kilometern Länge, führt vom Zentralen Omnibusbahnhof (ZOB) in Petach Tikwa nach Bat Jam. Sie nahm im August 2023 den Betrieb auf. Im Februar 2017 begannen in der Ibn-Gabirol-Straße erste Vorbereitungsarbeiten zum Bau der Grünen Linie, die Tel Aviv nach Norden hin durch den Stadtteil Ramat Aviv und nach Herzlia verbinden wird. Die Planungen sind aufgrund des enormen Wachstums des Verkehrs inzwischen für eine zu geringe Kapazität ausgelegt. Ab 2025 ist der Bau eines 150 Kilometer langen U-Bahn-Netzes Tel Aviv Metro mit 109 Stationen und einer Beförderungskapazität von geschätzt zwei Millionen Personen pro Tag geplant.

### Hafen
Bis 1965 war der Ort eine Hafenstadt (siehe: Hafen von Tel Aviv)

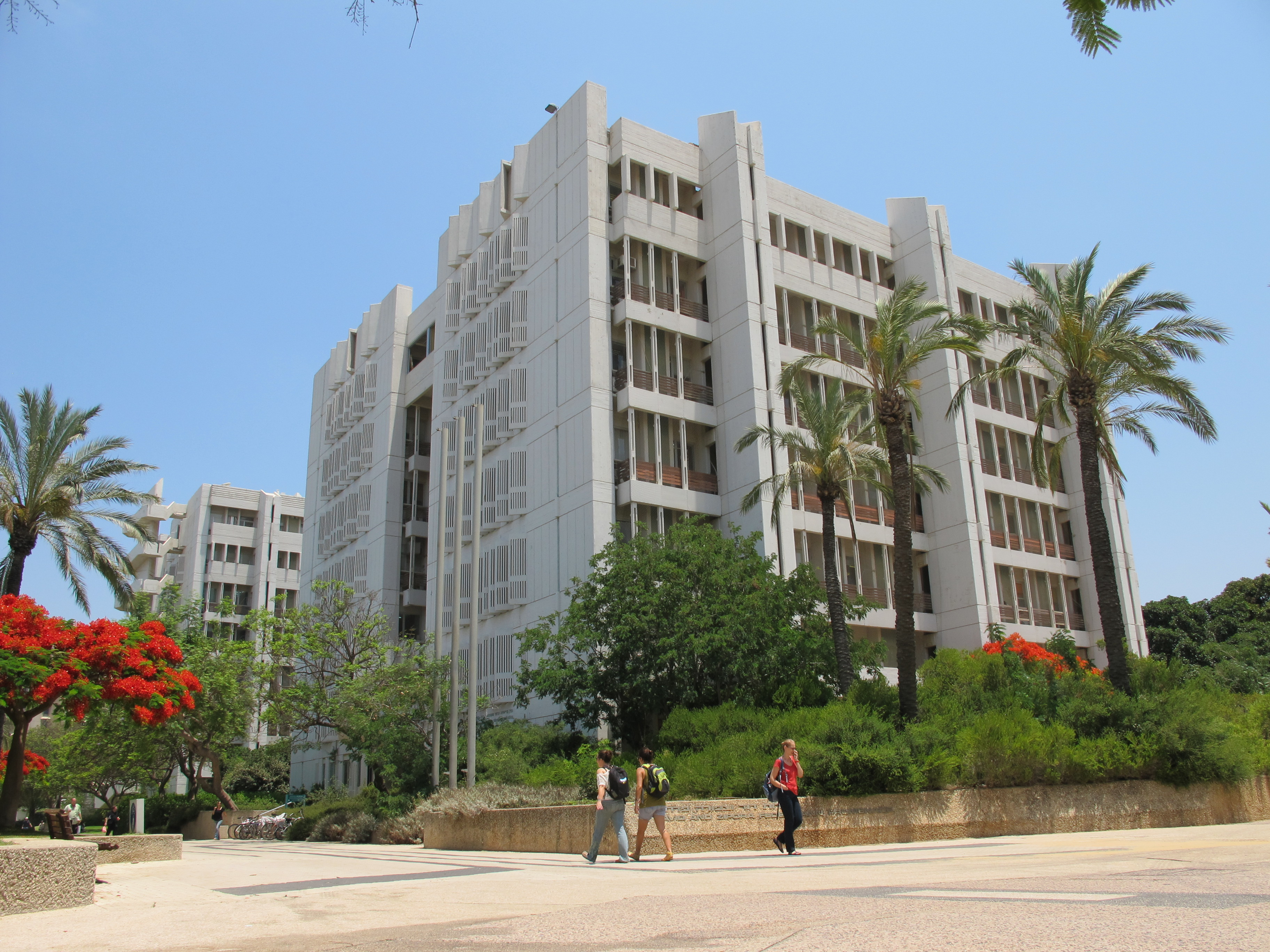
Campus der Universität Tel Aviv im Norden der Stadt

## Bildung
Die Universität Tel Aviv, die größte Universität in Israel, liegt im Viertel Ramat Aviv im Norden der Stadt. Die zweite Universität im Großraum ist die Bar-Ilan-Universität in Ramat Gan. Zusammen haben beide mehr als 50.000 Studierende. Südlich der Stadt, in Rechovot, befindet sich zudem das Weizmann-Institut für Wissenschaften, welches wiederum mehr als 1000 Studierende, vornehmlich auf der Doktoratsstufe, zählt.
In Tel Aviv befindet sich außerdem das erste hebräischsprachige Gymnasium des Landes, welches im Jahr 1905 an der Herzl-Straße im Zentrum der Stadt wiederum zu Ehren von Theodor Herzl als Hebräisches Herzliya-Gymnasium benannt wurde.

## Persönlichkeiten
Berühmte Persönlichkeiten aus Tel Aviv-Jaffa sind unter anderem der ehemalige israelische Staatspräsident Ezer Weizman, die Schauspielerin Ayelet Zurer, das Model Esti Ginzburg, die Sängerin Ofra Haza, der Schauspieler Chaim Topol, der Astronaut Ilan Ramon, der Bühnenmagier Uri Geller sowie die frühere israelische Außen- und Justizministerin Tzipi Livni.